# Mola (geslacht)
Mola is een geslacht van straalvinnige vissen uit de familie van maanvissen (Molidae). Het geslacht is voor het eerst wetenschappelijk beschreven in 1763 door Koelreuter.

## Soorten
De volgende soorten zijn bij het geslacht ingedeeld:
- Mola mola (Linnaeus, 1758) – Maanvis
- Mola ramsayi (Giglioli, 1883)
- Mola tecta  Nyegaard et al., 2017[2]